# Société pomologique de France
La Société pomologique de France est une société savante fondée en 1872 à Lyon et qui s'est consacrée jusqu'en 1946 à l'étude des fruits comestibles, à leur développement et à leur sélection avec pour objectif de créer « l'état civil du verger français ».

## Préambule
Le 21 septembre 1856 est institué à Lyon par la Société d'horticulture du Rhône le Congrès pomologique de Lyon. Une première publication (un catalogue des fruits considérés comme valorisables) paraît l'année suivante[réf. souhaitée] et une activité se met progressivement en place administrée par un conseil de membres de la Société d'horticulture du Rhône. Limitée à quelques interventions et compte rendu très ponctuels, cette activité pomologique devient peu à peu plus importante et acquiert sa pleine autonomie en novembre 1872 lors de l'Exposition universelle de Lyon où se tient pour l'occasion le Congrès pomologique de France qui valide une émancipation qu'il justifie par l'importance croissante que l'activité du conseil prend au sein de la Société d'horticulture du Rhône.

## Création et développement
La société pomologique de France voit le jour le 9 novembre 1872. Elle fait frapper une médaille à son nom et édite son premier Bulletin en 1873.
Avec ces publications régulières, le suivi des travaux devient plus important.
De nouveaux critères de sélection des fruits apparaissent comme la résistance aux maladies.

## Dissolution
La société pomologique de France est dissoute au cours de l'année 1946[réf. souhaitée].

## Publications

### Ouvrages
- Le Verger français : Catalogue descriptif des fruits comestibles approuvés par le congrès pomologique, t. 1, Lyon - Paris, Imp. B. Arnaud, 1947, 562 p..
- Le Verger français : Chap. 1 : Fruits locaux & régionaux Chap. 2 : Pommes américaines, t. 2, Lyon - Paris, Imp. B. Arnaud, 1948, 578 p..

### Périodiques
La Société pomologique de France a constitué un organe de rédaction de trois revues :
- L'Arboriculture fruitière, Paris (BNF 34348209)
- Bulletin de la Société pomologique de France, Lons-le-Saunier (BNF 34430158)
- La Pomologie française, Lyon, 1888-1977 (BNF 34350275)

## Membres
La société a regroupé plusieurs membres dont : Louis Chasset (1875-1950) - président ;  Louis Cusin (1824-1901) - secrétaire général 1897 ; Ferdinand Gaillard (1821-1905) - membre ; Gabriel Luizet (1794-1872) - membre fondateur ; Marc Antoine Luizet (1820-1897) - membre ; Émile Massonnat (1864-1919) - Membre correspondant ; Gilbert Nabonnand (1828-1903) ;  Weber ( -1917) - membre.
| Identité                                  | Période | Période | Durée |
| Identité                                  | Début   | Fin     | Durée |
| ----------------------------------------- | ------- | ------- | ----- |
| Alphonse Mas (1817 - 1875)                | 1872    |         |       |
| Léon Royer de la Bastie (d) (1834 - 1901) |         |         |       |
| Gabriel Luizet (d) (1845 - 1922)          |         |         |       |
| Pierre Saint Olive (d) (1881 - 1970)      |         |         |       |

## Anecdotes
L'ouvrage Le Verger français présente l'intérêt actuel de lister les variétés de pommes et de fruits en vigueur en 1946 (espèces botaniques, hybrides et combinaison greffon/porte-greffe) avant la création des hybrides répondant aux contraintes de la production, du transport et du stockage industriels des fruits.